# Léon Lehrer
Pour les articles homonymes, voir Lehrer.

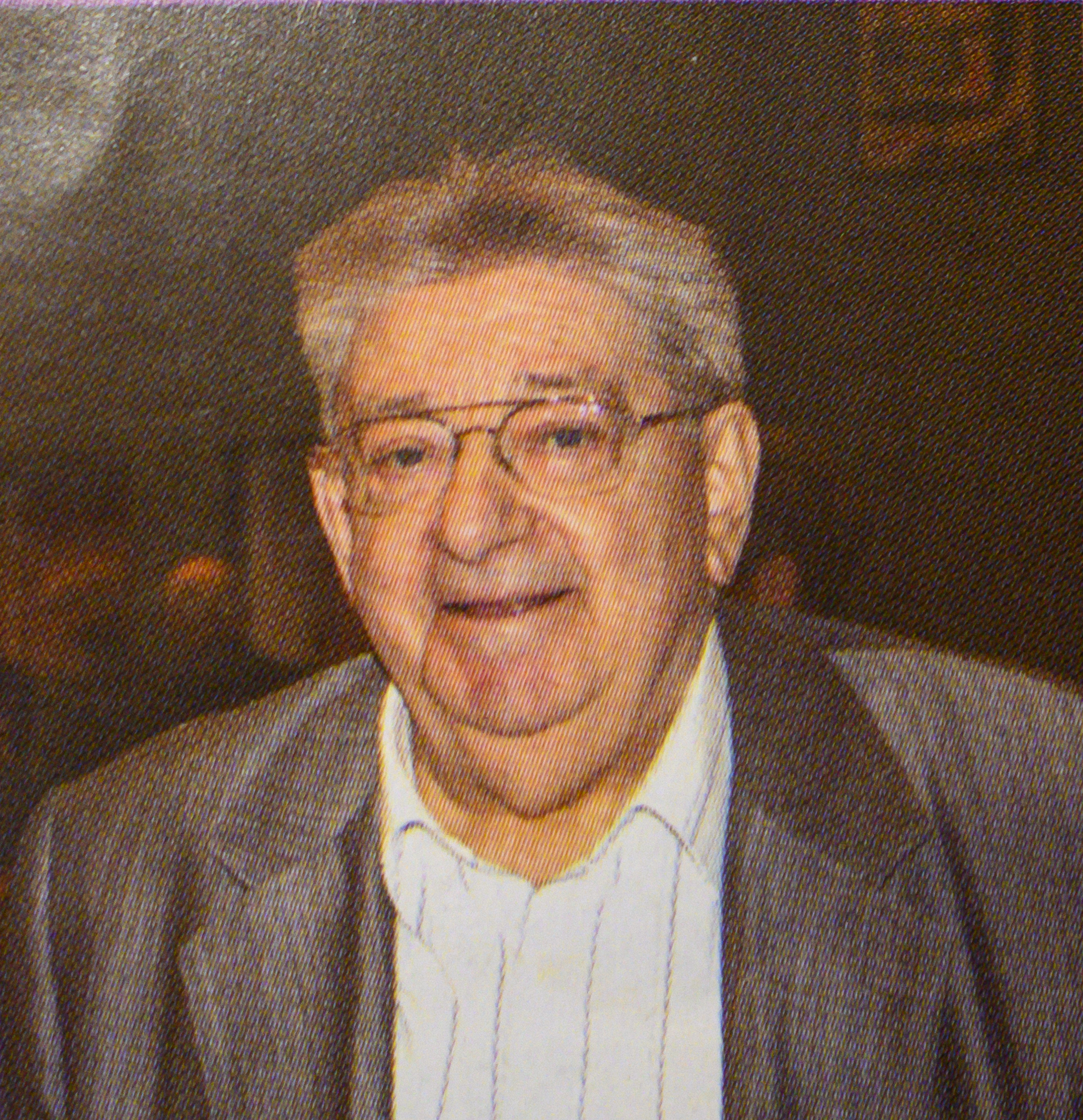
Léon Lehrer

Léon Lehrer est un électricien et ancien déporté français, né le 6 avril 1920 dans le 10e arrondissement de Paris et mort le 14 juin 2010 à Courtry.

## Biographie
Léon Lehrer naît à Paris le 6 avril 1920. Ses parents sont juifs et réfugiés de Roumanie ; son père, Samuel Lehrer, est tailleur. En 1927, Samuel Lehrer obtient la nationalité française. Léon Lehrer a cinq frères et sœurs et est envoyé en apprentissage après son certificat d'études, après avoir grandi à Montmartre.
À 12 ans, Lehrer devient apprenti électricien. En 1939, il est mobilisé comme téléphoniste civil à La Plaine Saint-Denis. En 1940, Samuel Lehrer et Maly Rosenfeld échappent à l'arrestation avec l'aide de policiers du commissariat du 18e arrondissement de Paris. Les enfants Lehrer fuient à Toulouse. Le 26 novembre 1943, sa sœur Louise et lui sont arrêtés pendant une rafle de la police française. Ils sont transférés de la prison Saint-Michel au camp de Drancy. Elle est déportée le 17 décembre 1943, par le Convoi No. 63, de Drancy à Auschwitz.
Léon Lehrer bénéficie d'une certaine liberté en raison de son statut d'électricien, puis à son tour est déporté à Auschwitz, par le convoi No. 66 du 20 janvier 1944. Il y porte le numéro 172 749. Il est intégré à un groupe chargé de prolonger la rampe d'accès au camp, puis se fait passer pour un ingénieur électricien et intègre huit jours après son arrivée au camp un kommando de travail composé de Français dans l'usine de caoutchouc synthétique du camp satellite de Monowitz-Buna. Joseph Wolfovitch l'accompagne en janvier 1945 dans les marches de la mort en direction de Buchenwald et lui sauve la vie. Léon Lehrer est transféré en mars 1945 à l'usine de Sonnenburg, évacué par les SS, et libéré par l'armée américaine le 8 mai 1945 dans la campagne bavaroise. Il est ensuite rapatrié à Paris par avion et est soigné du typhus.
En 1998, il publie avec sa femme, Sonia Zak, Un poulbot à Pitchipoï, un livre où il consigne ses souvenirs de déportation. Il n'a jusque-là jamais parlé de son expérience dans les camps de concentration et dit qu'il s'est heurté à l'incompréhension de sa famille. Il devient l’une des deux premières personnes à être distinguées citoyen d’honneur de la ville de Courtry.
Après la guerre, Léon Lehrer fonde une famille puis crée une entreprise d'imprimerie et de cartographie.
À la suite de la publication de ses souvenirs de déportation en 1998 (Un poulbot à Pitchipoï), Léon Lehrer est invité à témoigner dans les collèges, lycées et universités. Lui qui s'était tu pendant cinquante ans, va ainsi transmettre sa mémoire auprès de la jeunesse française pendant plus de dix ans. Son dernier témoignage en public a lieu en mars 2010. 
Il meurt le 14 juin 2010.

## Publications
- Léon Lehrer et Sonia Zak, Un poulbot à Pitchipoï, Causette, 1998, 247 p. (ISBN 2-913430-00-7, BNF 37069240).
- (en-US) Léon Lehrer oral history : interview code 3386, avec Barbara Sewell, USC Shoah Foundation (en), 20 juin 1995.